# Clem Haskins
Clem Smith Haskins, né  le 11 août 1943 à Campbellsville, Kentucky, est un joueur américain de basket-ball, issu de l'équipe universitaire des Hilltoppers de Western Kentucky. Il a joué 9 saisons en tant que professionnel, dans 3 équipes différentes, en tant que meneur.
Sa carrière de joueur terminée, il devient entraîneur notamment dans le championnat universitaire NCAA.